# Mireille Ballestrazzi
Mireille Ballestrazzi (Orange, Provenza-Alpes-Costa Azul; 2 de septiembre de 1954) es una oficial de la policía francesa.
Fue la presidenta de la Organización Internacional de Policía Criminal (INTERPOL) entre 2012 y 2016. Tomó la presidencia de la organización durante la 81.ª reunión de la Asamblea General de INTERPOL en Roma en noviembre de 2012 y tendrá un mandato de 4 años hasta 2016. Anteriormente, Ballestrazzi ocupó la visepresidencia para Europa del Comité Ejecutivo de INTERPOL y fue directora central adjunta de la Policía Judicial francesa en París. 
En 2013 recibió la condecoración de comandante de la Legión de Honor y como estudiante se graduó en la academia de la Policía Nacional de Francia.